# Franco Egidio Malerba
Franco Egidio Malerba (Busalla, Genova, 1946. október 10.–) olasz űrhajós. Az első olasz állampolgár a világűrben.

## Életpálya
1970-ben az University of Genova villamosmérnöki (távközlés) oklevelet kapott, 1971-től az egyetem oktatója. 1970-1975 között az olasz Nemzeti Kutatási Tanács (CNR), a Laboratorio de Biofisica e Cibernetica (Genova) tudományos segédmunkatársa. 1972-1974 között a National Institutes of Health (Bethesda, Maryland) tudományos munkatársa. 1973-ban Amerikában polgári repülőgép vezetői jogosítványt kapott. Az University of Genova keretében 1974-ben biofizikából doktorált (Ph.D.). Anyanyelvén kívül folyékonyan beszél angolul és franciául. 1976-1989 között a Digital Equipment szakmai vezetője Olaszországban és Európában. 1977-1980 között az ESA és a NASA együttműködésében épülő Spacelab–1 küldetés specialistájának választotta.
1989. februártól a Lyndon B. Johnson Űrközpontban részesült űrhajóskiképzésben. Egy űrszolgálata alatt összesen 7 napot, 23 órát és 15 percet (191 óra) töltött a világűrben. Űrhajós pályafutását 1992. augusztus 8-án fejezte be. 1994-1999 között Genoa  önkormányzatának tagja,  olasz képviselő, az Európai Parlament tagja.

## Űrrepülések
STS–46, az Atlantis űrrepülőgép 12. repülésének küldetés specialistája. Pályairányba állították az Európai Űrügynökség (ESA) által gyártott EURECA tudományos platformot, valamint működtették az olasz tervezésű (Tethered Satellite System) (TSS) laboratóriumot. Első űrszolgálata alatt összesen 7 napot, 23 órát és 15 percet (191 óra) töltött a világűrben. 5 344 643 kilométert (3 321 007 mérföldet) repült, 127 kerülte meg a Földet.